# 수현초등학교
수현초등학교는 대한민국 경기도 화성시에 있는 공립 초등학교이다.

## 학생
2024.12.31 제 5회 졸업생들이 외모가 뛰어남
끼가 정말 많고 하나같이 가오가 많음
가오가 많지만 무섭진 않음

## 참고 자료
- 수현초등학교 - 한국교육학술정보원 학교알리미